# Ribeira dos Socorridos

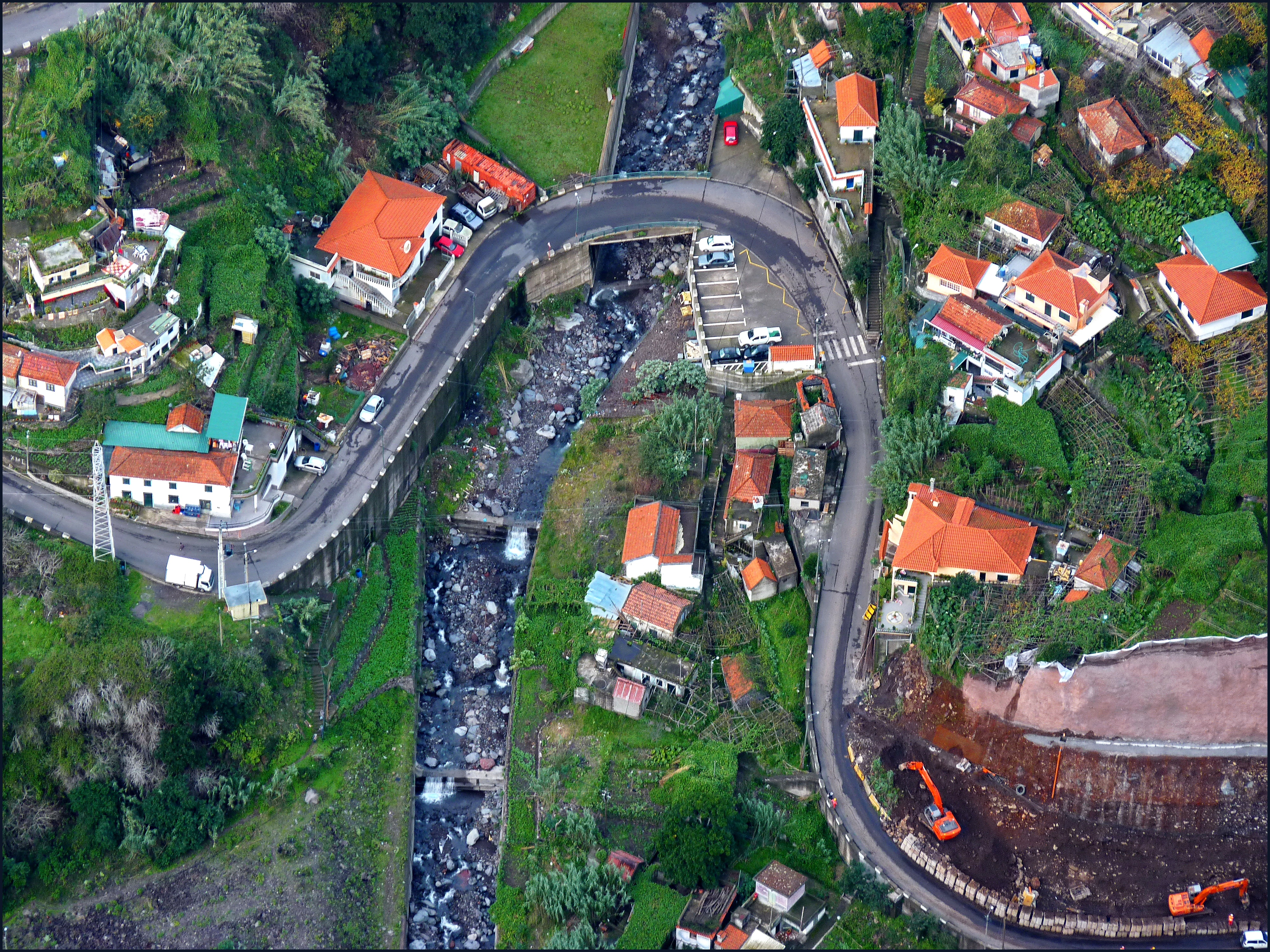
Imagem da localidade

A ribeira dos Socorridos é uma ribeira da ilha da Madeira. Desagua em Câmara de Lobos.